# Shout (песня Tears for Fears)
«Shout» — хитовая песня-протест британской группы Tears for Fears. Написана Роландом Орзабалом и Иэном Стэнли, исполнена Орзабалом (дуэтом с Куртом Смитом в припеве). Это был восьмой релиз сингла группы (второй из альбома Songs from the Big Chair) и шестой хит UK Top 40, достигнувший четвёртой строчки в январе 1985 года. 
В США он достиг # 1 в Billboard Hot 100 3 августа 1985 года и оставался там в течение трёх недель.
«Shout» стала одной из самых успешных поп-песен 1985 года, в конечном счёте достигнув Топ-10 в 25 странах. «Shout» считается одной из самых узнаваемых песен середины восьмидесятых годов и также признаётся в качестве песни-визитки группы.

## История создания
В то время как предыдущий сингл группы «Mothers Talk» продемонстрировал новый, более экстравертированный стиль написания песен, «Shout» стал гимном синти-рока, в комплекте с пауэр-аккордами, тяжёлыми ударными, бас соло и женским бэк-вокалом. В песне даже есть длинное гитарное соло — что-то, ранее не звучавшее в музыке группы.

Песня была написана в моей гостиной лишь на небольшом синтезаторе и драм-машине. Изначально у меня был только припев, слишком повторяющийся, как мантра. Я сыграл её нашему клавишнику Иэну Стэнли и продюсеру Крису Хьюзу. Я видел в ней хороший трек для альбома, но они были убеждены, что он будет хитом по всему миру.
—Роланд Орзабал
Оригинальный текст (англ.)The song was written in my front room on just a small synthesizer and a drum machine. Initially I only had the chorus, which was very repetitive, like a mantra. I played it to Ian Stanley, our keyboardist, and Chris Hughes, the producer. I saw it as a good album track, but they were convinced it would be a hit around the world.

Мы были на полпути записи Mothers Talk, когда Роланд впервые сыграл нам грубую версию новой песни, над которой он работал. Тогда она была очень медленной и очень простой. Я помню, что сказал: «Это настолько просто, что должно уйти около пяти минут на запись». Несколько недель спустя … Мы были на полпути записи «Shout», когда у Роланда был день рождения. В тот вечер я спросил их четверых по отдельности, есть ли у них какие-либо мысли об аннотациях на конверте для пластинки. Роланд сказал: «Белый текст на чёрной бумаге и скажи, что может быть лучше». Курт сказал: «Ты, наверное, единственный, кто мог придумать такую безумную неуместную чушь». Иэн сказал: «Я их не люблю, мне это не интересно». Мэнни сказал: «Знаете ли вы, что я играл на ударных для Rocky Ricketts и The Jet Pilots of Jive?» 
—Крис Хьюз, из аннотации к синглу «Shout»
Оригинальный текст (англ.)We were halfway through recording 'Mothers Talk' when Roland first played us a rough version of a new song he'd been working on. It was then very slow and very simple. I remember saying "this is so simple it should take about five minutes to record." Weeks later... We were halfway through recording 'Shout' when Roland had a birthday party. That evening I asked the four of them separately if they had any thoughts about sleeve notes for the record. Roland said "White text on black paper and say something about arguably the best offering yet." Curt said "You're probably the best person to make up some off the wall irrelevant drivel." Ian said "I don't like them, I'm not interested." Manny said "Did you know I used to play drums for 'Rocky Ricketts and The Jet Pilots of Jive?"

Значение

Многие люди думают, что «Shout» — это просто очередная песня о теории первичного крика, продолжающая тему первого альбома. На самом деле она больше связана с политическим протестом. Она вышла в 1984 году, когда многие люди всё ещё беспокоились о последствиях Холодной войны, и это было в основном одобрением протестовать.
—Роланд Орзабал
Оригинальный текст (англ.)A lot of people think that 'Shout' is just another song about primal scream theory, continuing the themes of the first album. It is actually more concerned with political protest. It came out in 1984 when a lot of people were still worried about the aftermath of The Cold War and it was basically an encouragement to protest.

Песня относится к протесту, поскольку она побуждает людей не делать вещи, не обдумывая их. Люди действуют не задумываясь, потому что именно так идут дела в обществе. Итак, это обычная песня о том, как общественность принимает любое старое горе, которое сваливается на них.
—Курт Смит
Оригинальный текст (англ.)It concerns protest inasmuch as it encourages people not to do things without actually questioning them. People act without thinking because that's just the way things go in society. So it's a general song, about the way the public accepts any old grief which is thrown at them.

## Версии песни
Ремиксы на песню «Shout» делают чаще других песен группы (под именем группы официально выпущены более 15 различных версий песни).
Как обычно в 1980-х, оригинальные 12-дюймовые синглы на виниле содержали расширенный ремикс на песню. Три ремикса соавторов Стива Томпсона и Майкла Барбьеро позже появились на американском релизе сингла, в том числе даб и а капелла версии. Совсем недавно, ремиксы были сделаны заметными диджеями, такими как Jakatta, Fergie, Skylark и Beatchuggers.
Также был сделан ремикс для видеоигры DJ Hero, где песня была смешана с Pjanoo.
В дополнение к двенадцатидюймовым миксам, «Shout» также появилась в трёх различных 7-дюймовых версиях. Оригинальная версия сингла была выпущена в Великобритании и большей части остального мира продолжительностью 5:53 и такой же микс можно найти в Songs from the Big Chair, хотя и в отредактированном виде.
Версия, выпущенная в Германии и Японии, имеет продолжительность 4:51 и прерывается во время гитарного соло. Между тем, окончательный вариант, выпущенный в Америке, был специально приспособлен для радио короткой продолжительностью в 3:59, благодаря изменениям в припеве и инструментальных секциях.

## Кавер-версии
У песни «Shout» существуют кавер-версии от следующих исполнителей:
- Версия  1998 года от группы  Sweetbox[5].
- Сокращённый на четыре минуты кавер, получивший название «Shout 2000» в 2000 году выпустила  метал-группа «Disturbed» .Песня вошла в альбом группы «The Sickness»,.
- В альбоме 2011 года,второго сольного альбома Solidarity Breaks[англ.], норвежского мультиинструменталиста, певца и композитора Ярле Бернхофта (Jarle Bernhoft) .
- Вышла синглом в альбоме 2012 года «The Mighty Death Pop!» группы «Insane Clown Posse»
- Вышла на альбоме «Зверь» московской группы «Театр Теней».
- Вошёл в одноимённый альбом американского ретровейв-проекта «Scandroid», созданного музыкантом Клэйтоном.
- Вошёл в альбом «Covered In Blood» шведской дэт-метал группы «Arch Enemy».
- Выпущен на альбоме «No Escape» 1999 года немецкой пауэр-метал группы «At Vance».
- Официально не выпущенная версия группы Rammstein 2004 года.
- Сингл песни группы Sybreed в 2025 году
- Lumineers выпустили “Shout (The Institute Theme Song) как вступительная песня к сериалу The Institute

## Вариации релизов
В дополнение к стандартным 7- и 12-дюймовым релизам, «Shout» был выпущен в двух коллекционных форматах в Великобритании: ограниченный выпуск 10-дюймового сингла и 7-дюймовой упаковки с календарём Tears for Fears 1985 года. Похожий ограниченный тираж — 7-дюймовый пакет был выпущен в Канаде, на этот раз с 12-страничным буклетом с фотографиями группы. В 1988 году «Shout» был переиздан на недолго просуществовавшем формате CD Video. Диск включал два микса на заглавный трек, ремикс «Everybody Wants to Rule the World» и видеоклип «Shout».

## Сторона «Б»
«The Big Chair» — инструментальная композиция, которая служила Б-стороной сингла «Shout». Хотя в ней нет лирики, трек содержит образцы диалогов из фильма «Сибил», откуда песня (и альбом Songs from the Big Chair) получила своё название. Это одна из немногих песен из репертуара Tears for Fears, в которой один из создателей группы Курт Смит разделяет роль автора. Песня была включена в сборник сторон «Б» группы и редких треков Saturnine Martial & Lunatic (1996), а также ремастеринговое и делюкс-издание Songs from the Big Chair.

Этот трек был вдохновлён фильмом «Сибил» о женщине, страдающей раздвоением личности и проходящей психотерапию. Большое кресло в кабинете терапевта — место, где Сибил чувствует себя в безопасности, рассказывая ужасы её детства.
—Роланд Орзабал
Оригинальный текст (англ.)This track was very much inspired by the film Sybil about a woman suffering from multiple personalities undergoing psychotherapy. The big chair in her therapist's office is the place Sybil feels safest to recount the horrors of her childhood.

## Видеоклип
Клип для «Shout», снятый в конце 1984 года, был вторым клипом группы, срежиссированным знаменитым музыкальным видеорежиссёром Найджелом Диком. В нём присутствуют кадры c Роландом и Куртом в Дердл-Дор в графстве Дорсет, Англия, а также в студии звукозаписи с группой в полном составе (включая Иэна Стэнли и Мэнни Элиаса), исполняющей песню в окружении членов семей и друзей. По сообщениям, видео стоило группе лишь £ 14 000. Наряду с клипом для «Everybody Wants to Rule the World», видео «Shout» сыграло в увеличении популярности Tears for Fears в Америке благодаря большому количеству ротаций на музыкальном канале MTV.

## Список композиций
| 7: Mercury / IDEA8 (Великобритания, Ирландия, ЮАР) /880 294-7 (Австралия, Европа) / SOV 2351 (Канада) 10: Mercury / IDEA810 (Великобритания) 1. «Shout» (5:53) 2. «The Big Chair» (3:20) 7: Mercury / 880 481-7Q (Германия) / 7PP-167 (Япония) 1. «Shout [Short Version]» (4:51) 2. «The Big Chair» (3:20) 7: Mercury / 880 294-7 (Соединённые штаты) 1. «Shout [US Single Version]» (3:59) 2. «The Big Chair» (3:20) | 12: Mercury / IDEA812 (Великобритания) / 880 294-1 (Австралия, Европа) / SOVX 2351 (Канада) / MIX 3080 (Мексика) 1. «Shout [Extended Version]» (7:35) 2. «Shout» (5:53) 3. «The Big Chair» (3:20) 12: Mercury / 880 929-1 (Соединённые штаты) 1. «Shout [US Remix]» (8:02) 2. «Shout [UK Remix]» (7:40) 3. «The Big Chair» (3:20) CDV: Mercury / 080 064-2 (Великобритания) 1. «Shout» (5:58) 2. «Everybody Wants to Rule the World [Urban Mix Edit]» (5:20) 3. «Shout [US Remix]» (8:00) 4. «Shout [Video]» (6:00) |

## Позиции в чартах
| Чарт (1984—1985)                             | Наивысшая позиция |
| -------------------------------------------- | ----------------- |
| Kent Music Report                            | 1                 |
| Австрия (Ö3 Austria Top 40)                  | 6                 |
| Бельгия/Фландрия (Ultratop 50)               | 1                 |
| Великобритания (OCC UK Singles)              | 4                 |
| Германия (GfK)                               | 1                 |
| Eurochart Hot 100                            | 1                 |
| Ирландия (IRMA)                              | 5                 |
| FIMI                                         | 2                 |
| Канада (RPM Top Singles)                     | 1                 |
| Нидерланды (Dutch Top 40)                    | 1                 |
| Нидерланды (Single Top 100)                  | 1                 |
| Новая Зеландия (Recorded Music NZ)           | 1                 |
| Норвегия (VG-lista)                          | 5                 |
| США (Billboard Hot 100)                      | 1                 |
| США (Billboard Hot R&B/Hip-Hop Songs)        | 56                |
| США (Billboard Dance Club Songs)             | 1                 |
| Billboard Hot Dance Music/Maxi-Singles Sales | 1                 |
| США (Billboard Mainstream Rock)              | 6                 |
| Cash Box                                     | 1                 |
| Франция (SNEP)                               | 21                |
| Швейцария (Schweizer Hitparade)              | 1                 |
| Швеция (Sverigetopplistan)                   | 16                |
| Springbok Radio                              | 2                 |

| Чарт (1985)                                | Позиция |
| ------------------------------------------ | ------- |
| Kent Music Report                          | 14      |
| Ultratop 50 Flanders                       | 14      |
| UK Singles Chart (Official Charts Company) | 50      |
| FIMI                                       | 20      |
| RPM Top 100 Singles                        | 8       |
| Dutch Top 40                               | 10      |
| Single Top 100                             | 6       |
| Recorded Music NZ                          | 7       |
| Billboard Hot 100                          | 21      |
| Cash Box                                   | 13      |
| Schweizer Hitparade                        | 13      |
| Springbok Radio                            | 16      |

| Регион | Сертификация | Продажи  |
| --- | ------------ | -------- |
| Бразилия (ABPD) | Золотой      | 30 000   |
| Канада (Music Canada) | Платиновый   | 100 000^ |
| Новая Зеландия (RMNZ) | Золотой      | 10 000*  |
| Испания (PROMUSICAE) | Золотой      | 30 000   |
| Великобритания (BPI) | Золотой      | 500 000  |
| США (RIAA) | Золотой      | 500 000^ |
| США (RIAA) · digital sales | Золотой      | 500 000* |
| * Данные о продажах приведены только на основе сертификации. · ^ Данные о тиражах приведены только на основе сертификации. · Данные о продажах + прослушиваниях приведены только на основе сертификации. |              |          |